# Johnny Rodz
John Rodriguez, noto con lo pseudonimo Johnny Rodz (New York, 16 maggio 1938), è un ex wrestler statunitense che ha lottato negli anni sessanta, settanta e ottanta, principalmente nella World Wide Wrestling Federation.

## Carriera

### World Wide Wrestling Federation / World Wrestling Federation (1965-1985)
Rodz iniziò la propria carriera nella World Wide Wrestling Federation (WWWF), lottando in alcuni show WWWF fin dal 1965. Affrontò anche Bob Backlund al Madison Square Garden. Soprannominato "Fire Brand From the Bronx" e "The Unpredictable", fu un efficiente jobber e un solido heel. Johnny lottava spesso in coppia con José Estrada, e Frank "the Gypsy" Rodriguez. Per gran parte dei decenni seguenti e fino al 1985, Rodz restò fedele alla federazione. Il 9 agosto 1980, all'evento Showdown at Shea, fu sconfitto da "Polish Power" Ivan Putski. L'ultimo match in WWF fu una sconfitta contro Gama Singh il 19 giugno 1985.

### NWA Hollywood
Per qualche tempo, negli anni settanta egli lavorò anche nella NWA Hollywood Wrestling di Mike e Gene LeBell. Lottando con il ring name "Arabian Wildman" Java Ruuk vinse molti incontri e anche una Battle royal nel 1976.

### Post-ritiro
Nel 1996, Rodz venne introdotto nella WWF Hall of Fame da Arnold Skaaland.
Il 1º marzo 2007 durante una puntata di Impact della Total Nonstop Action Wrestling, i Latin American Xchange aggredirono Rodz come parte del loro feud con il Team 3D. Dieci giorni dopo, a Destination X, egli accompagnò a bordo ring il Team 3D in occasione del loro Ghettobrawl Match con i LAX al pay-per-view.

## Allenatore
Johnny Rodz ha allenato lottatori in erba per oltre 24 anni, presso la Gleason's Gym di Brooklyn. Molti suoi allievi sono diventati famosi e hanno fatto carriera sia sul ring sia dietro le quinte. Alcuni dei wrestler da lui allenati hanno poi a loro volta allenato future superstar. Rodz ha fondato la federazione di wrestling indipendente World of Unpredictable Wrestling.

### Wrestler allenati
- Vito LoGrasso[1]
- Damien Demento
- Tommy Dreamer[1]
- Big Dick Dudley
- Bubba Ray Dudley
- D-Von Dudley[2]
- Bill DeMott[1]
- Elektra
- Jason Knight
- The Batiri
- Vince Russo
- Matt Striker[1]
- Prince Nana[1]
- Big Cass
- Angel Medina[1]
- Tazz[4]
- Ricky Vega
- Marti Belle
- Kevin Matthews

## Titoli e riconoscimenti
- Cauliflower Alley Club
  - Other honoree (1995)
- Lutte Internationale
  - Canadian International Heavyweight Championship (1)
- Northeast Championship Wrestling
  - NCW Heavyweight Championship (1)[5]
- Northeast Championship Wrestling (Tom Janette)
  - NCW Heavyweight Championship (2)[5]
- World Wrestling Council
  - WWC World Tag Team Championship (2) - con Super Medico I
  - WWC North American Tag Team Championship (2) - con Super Médico I
  - WWC Caribbean Heavyweight Championship (1)
- World Wrestling Federation
  - WWF Hall of Fame[2] (Classe del 1996)